# معركة الدردنيل (1657)
معركة الدردنيل(بالإنجليزية: Battle of the Dardanelled)‏ هي معركة بحرية بين الدولة العثمانية من جانب وجمهورية البندقية والولايات الباباوية وفرسان مالطا من جانب اخر وهي إحدى فصول معارك الحرب العثمانية البندقية الخامسة التي امتدت ما بين عام 1645 واستمرت حتى 1669 ، كانت احداث المعركة خلال الفترة 17 و 19 يوليو 1657 خارج مضيق الدردنيل التي كانت تفرض عليه البندقية وحلفائها عليه حصار ادى لمنع الإمدادات عن جزيرة كريت التي كانت تسيطر عليها الدولة العثمانية ووصل الحصار لحد منع المؤن حتى عن العاصمة استانبول انتهت المعركة التي شهدت اشتباكات متلاحقة طيلة ثلاثة أيام بانتصار الدولة العثمانية ونجاحها في كسر الحصار المفروض رغم خسائر العثمانيين الكبيرة وذلك مساء 19 يوليو حين دمر انفجار سفينة القائد للاساطيل المتحالفة مع البندقية موديا بحياة موتشينيغو (قائد اسطول البنادقة) مجبرا بذلك الأساطيل المتحالفة بالانسحاب.